# Heterofragilia major
Heterofragilia major är en havsspindelart som beskrevs av Stock, J.H. 1986. Heterofragilia major ingår i släktet Heterofragilia och familjen Ammotheidae. Inga underarter finns listade i Catalogue of Life.